# Margit Schumann
Margit Schumann (n. 14 septembrie 1952, Waltershausen, Turingia, Germania – d. 11 aprilie 2017, Oberhof, Turingia, Germania) a fost o sportivă ce a reprezentat Germania, medaliată olimpică. A participat la 3 ediții ale Jocurilor Olimpice (1972, 1976, 1980) în care a câștigat o medalie de aur și o medalie de bronz.